# Белгар ди Разе
Белгар ди Разе (фр. Bellegarde-du-Razès) насеље је и општина у јужној Француској у региону Лангдок-Русијон, у департману Од која припада префектури Лиму.
По подацима из 2011. године у општини је живело 219 становника, а густина насељености је износила 34,71 становника/km². Општина се простире на површини од 6,31 km². Налази се на средњој надморској висини од 330 метара (максималној 410 m, а минималној 244 m).

## Демографија
| 1962. | 1968. | 1975. | 1982. | 1990. | 1999. | 2011. |
| ----- | ----- | ----- | ----- | ----- | ----- | ----- |
| 239   | 255   | 199   | 186   | 183   | 184   | 219   |

График промене броја становника у току последњих година